# Alliantie voor de Toekomst van Kosovo
De Alliantie voor de Toekomst van Kosovo (Albanees: Aleanca për Ardhmërinë e Kosovës (AAK)) is een politieke partij in Kosovo. De voorzitter van de partij, Ramush Haradinaj, was premier van Kosovo van december 2004 tot maart 2005.
Bij de verkiezingen van 24 oktober 2004 won de partij 8,4% van de stemmen, wat goed was voor negen zetels in het 120 zetels tellende parlement. Hiermee werd het de op twee na grootste partij van Kosovo. Bij de verkiezingen van 17 november 2007 behaalde de partij 9,6% van de stemmen, wat goed was voor tien zetels.
De alliantie werd gevormd door:
- Parlementaire Partij van Kosovo (Partia Parlamentare e Kosovës)
- Burgeralliantie van Kosovo (Aleanca Qytetare e Kosovës)
- Nationale Beweging voor de Bevrijding van Kosovo (Lëvizja Kombëtare për Çlirimin e Kosovës)
- Partij van Albanese Nationale Unie (Partia e Unitetit Kombëtar Shqiptar)
- Albanese Unie van Christendemocraten (Unioni Shqiptare DemoKristiane)